# Ksienija Zikunkowa
Ksienija Paulowna Zikunkowa (ros. Ксения Павловна Зикункова, biał. Ксенія Паўлаўна Зікункова, Ksienija Paułauna Zikunkowa; ur. 2 lutego 1979 w Leningradzie) – białoruska biathlonistka, jej największym sukcesem jest 4. miejsce w sztafecie w czasie Mistrzostw Świata w Biathlonie 2004.

## Osiągnięcia

### Igrzyska olimpijskie
| Rok  | Miejsce                  | IN | SP | PU | MS | RL |
| 2002 | Salt Lake City/Park City | 38 | 65 |    |    |    |
| 2006 | Turyn/Cesana San Sicario | 76 |    |    |    |    |

### Mistrzostwa świata
| Rok  | Miejsce         | IN | SP | PU | MS | RL |
| 2003 | Chanty-Mansijsk |    | 44 | 50 |    |    |
| 2004 | Oberhof         | 24 | 27 | 45 |    | 4  |

IN – bieg indywidualny, SP – sprint, PU – bieg pościgowy, MS – bieg ze startu wspólnego, RL – sztafeta

### Puchar Świata
| Sezon     | Miejsce |
| --------- | ------- |
| 2001/2002 | 57.     |
| 2003/2004 | 48.     |
| 2005/2006 | 72.     |